# Sunakhani
Sunakhani (nep. सुनाखानी) – gaun wikas samiti w środkowej części Nepalu w strefie Dźanakpur w dystrykcie Dholkha. Według nepalskiego spisu powszechnego z 2001 roku liczył on 1145 gospodarstw domowych i 5349 mieszkańców (2757 kobiet i 2592 mężczyzn).